# Terrorisme en 1956

## Événements

### Septembre
- 30 septembre, Algérie française : une bombe posée par le FLN explose au Milk Bar, un glacier populaire d'Alger, faisant quatre morts et cinquante-cinq blessés[1].